# Damien Farrell
Damien Farrell (* 17. März 1984) ist ein antiguanischer Fußballspieler.
Der Abwehrspieler spielte von 2004 bis 2008 für den Empire FC. Seit 2008 spielt er dann bei All Saints United. Außerdem ist er in der Nationalmannschaft von Antigua und Barbuda aktiv. Bisher absolvierte er 12 Länderspiele.